# Східний Самар
Східний Самар (вар.: Sidlangan nga Samar; себ.: Sidlakang Samar; філ.: Silangang Samar) — провінція Філіппін, розташована в регіоні Східні Вісаї на острові Самар. Адміністративним центром провінції є місто Боронган. Провінція межує на півночі з провінцією Північний Самар, на заході — з провінцією Самар, на сході лежить філіппінське море, на півдні — затока Лейте.
Площа провінції становить 4 660 км2.